# Sultanat Gornja Jafa
Sultanat Gornja Jafa  (arapski: سلطنة يافع العليا = Saltanat Yāfi al-Ulyā) bio je vazalna feudalna država Britanskog Carstva koja je postojala od 1894. do 1967. godine na jugu Arapskog poluotoka istočno od luke Aden. Danas je teritorij ovog bivšeg sultanata dio jemenske muhafaze Lahidž.
Glavni grad ovog Sultanata bio je Mahjaba. U okviru ovog malog Sultanata bili su i sljedeći podređeni šeikati; Busi, Dhubi, Hadrami, Maflahi i Mausata. 

## Povijest
U ovom planinskom zabačenom dijelu Jemena od 18. stoljeća vlada plemenski klan Harhari iz plemena Jafa koji su nosili naziv - šeik.
Oko 1800. tadašnji šeik Qahtan ibn Umar ibn Salih, uzeo je naslov sultana i postao vladar pet manjih podređenih plemenskih šeikata ( koji su nastanjivali ovaj kraj još od antičkih vremena): Busi, Dhubi, Hadrami, Maflahi i Mausatta.
Kako se Britansko Carstvo namjeravalo dobro učvrstiti u važnoj strateškoj luci Aden, i osigurati pozadinu te svoje krunske kolonije. Zbog toga je od kraja 19. stoljeća počelo sklapati Ugovore o zaštiti s lokalnim plemenskim čelnicima, oni bi dobili vlast u svojoj vazalnoj državi, a zauzvrat su morali ući u britansku kolonijalnu političku tvorevinu Protektorat Aden, koja je Britancima omogućavala kontrolu nad cijelim teritorijem. 
Tako je i Sultanat Gornja Jafa sklopio Ugovore o zaštiti s Britancima 1904. godine i postao dio Protektorata Aden. Međutim Britanska prisutnost u ovom nedostupnom planinskom kraju bila je samo simbolička, oni praktički sve do 1944. nisu uopće dolazili u taj kraj.
Sultanat Gornja Jafa je bio 1960-ih jedini član dotadašnjeg Protektorata Aden iz zapadnog dijela Jemena koji se odbio priključiti novosvorenoj britanskoj kolonijalnoj tvorevini Federaciji Arapskih Emirata Juga, i tako izazvao pravu krizu. Uz njega su stala i njehova četiri šeikata, jedino se Šeikat Muflihi odcijepio od Sultanata i priključio u Sultanatu Donja Jafa i tako ušao u Protektorat Aden. Kriza je razriješena tako što se 1963. godine Sultanat Gornja Jafa priključio udaljenom Južnoarapskom Protektoratu s kojim nije ni graničio. Međutim ni to stanje relativne nezavisnosti Sultanata Gornja Jafa nije dugo potrajalo, jer je posljednji sultan ove feudalne države Muhammad ibn Salih ibn Umar, svrgnut s vlasti 29. studenog 1967. i pobjegao iz zemlje tad je osnovana Narodna Republika Južni Jemen, koja se ujedinila s Sjevernim Jemenom 22. svibnja 1990. u današnju državu Republiku Jemen.

## Sultani Sultanata Gornja Jafa
- Ali ibn Ahmad ibn Harhara ,- oko 1730. – 1735.
- Ahmad ibn Ali Al Harhara ,- oko1735. – 1750.
- Salih ibn Ahmad Al Harhara ,- oko1750. – 1780.
- Umar ibn Salih Al Harhara ,- oko1780. – 1800.     
  - Od 1800. nose naslov sultana Sultanata Jafa
- Qahtan ibn `Umar ibn Salih Al ,- oko1800. – 1810.
- `Umar ibn Qahtan ibn Umar Al ,- oko 1810. – 1815.
- Qahtan ibn `Umar ibn Qahtan Al ,- oko 1815. – 1840.
- Abd Allah ibn Nasir ibn Salih Al,- oko 1840. – 1866
- al-Husayn ibn Abi Bakr ibn Qahtan,-  1866. – 1875.
- Muhammad ibn `Ali ibn Salih ibn Ahmad,-  1875. – 28. travanj1895.
- Qahtan ibn `Umar ibn al-Husayn Al,- 1895. – 1903.
- Salih ibn Umar ibn al-Husayn Al,- 4. studeni 1903. – 1913.
- Umar ibn Qahtan ibn Umar Al Harhara,-  1913. – 1919.
- Salih ibn `Umar ibn al-Husayn Al,-  1919. – 1927.
- Umar ibn Salih ibn Umar Al Harhara,-  1927. – 1948.
- Muhammad ibn Salih ibn Umar,-  1948. – 29. studeni 1967.[1]

## Pogledajte i ovo
- Kolonija Aden
- Protektorat Aden
- Federacija Arapskih Emirata Juga
- Južnoarapska Federacija

## Vanjske poveznice
- Salma Samar al-Damluji Pisma iz Jafe, The British-Yemeni Society, srpanj 2000.  Arhivirana inačica izvorne stranice od 2. studenoga 2005. (Wayback Machine) (engl.)
- Zastava Sultanata Gornja Jafa na portalu Zastave svijeta